# Camarões nos Jogos Olímpicos de Verão de 1968
Camarões competiu nos Jogos Olímpicos de Verão de 1968, na Cidade do México, México.